# Berngau
Berngau è un comune tedesco di 2 420 abitanti, situato nel land della Baviera.